# Relais 4 × 400 mètres féminin aux championnats du monde d'athlétisme 1997
Navigation
Göteborg 1995 Séville 1999
L'épreuve du relais 4 × 400 mètres féminin des championnats du monde d'athlétisme 1997 s'est déroulée les 9 et 10 août 1997 au Stade olympique d'Athènes, en Grèce. Elle est remportée par l'équipe d'Allemagne (Anke Feller, Uta Rohländer, Anja Rücker et Grit Breuer). 

## Résultats

### Finale
| Rang               | Pays               | Athlètes                                                                 | Temps         | Notes |
| ------------------ | ------------------ | ------------------------------------------------------------------------ | ------------- | ----- |
| Médaille d'or      | Allemagne          | Anke Feller Uta Rohländer Anja Rücker Grit Breuer                        | 3 min 20 s 92 | WL    |
| Médaille d'argent  | États-Unis         | Maicel Malone-Wallace Kim Graham Kim Batten Jearl Miles-Clark            | 3 min 21 s 03 | SB    |
| Médaille de bronze | Jamaïque           | Inez Turner Lorraine Graham Deon Hemmings Sandie Richards                | 3 min 21 s 30 | NR    |
| 4                  | Russie             | Tatyana Chebykina Olga Kotlyarova Yekaterina Kulikova Tatyana Alekseyeva | 3 min 21 s 57 | SB    |
| 5                  | République tchèque | Nadezda Kostovalova Ludmila Formanová Hana Benešová Helena Fuchsová      | 3 min 23 s 73 |       |
| 6                  | Royaume-Uni        | Allison Curbishley Michelle Pierre Michelle Thomas Donna Fraser          | 3 min 26 s 27 |       |
| 7                  | Nigeria            | Olabisi Afolabi Fatima Yusuf Doris Jacob Falilat Ogunkoya                | 3 min 30 s 04 |       |
| 8                  | Italie             | Patrizia Spuri Francesca Carbone Carla Barbarino Virna De Angeli         | 3 min 30 s 63 |       |

## Légende
Records et Performances
- AR : Record continental (area record)
- CR : Record des championnats (championship record)
- MR : Record du meeting (meet record)
- NR : Record national (national record)
- OR : Record olympique (olympic record)
- PR : Record paralympique (paralympic record)
- PB : Record personnel (personal best)
- SB : Meilleure performance personnelle de la saison (season's best)
- WL : Meilleure performance mondiale de l'année (world leader)
- WJR : Record du monde junior (world junior record)
- WR : Record du monde (world record)

Circonstances et Conditions
- DNF : N'a pas terminé (did not finish)
- DNS : N'a pas pris le départ (did not start)
- DQ : Disqualification (disqualification)
- NM : Aucun essai valable enregistré (No Mark)
- Q : Qualifié « directement » au prochain tour (ou à la prochaine compétition), lors d'une compétition majeure, grâce au classement ou à la réalisation des minima (automatic qualifier)
- q : Qualifié au prochain tour (ou à la prochaine compétition), lors d'une compétition majeure, grâce au repêchage ou à la réalisation de l'une des meilleures performances parmi celles des « non qualifiés directement » (grâce au meilleur temps ou à la meilleure distance par exemple) (secondary qualifier)